# فهرست عنوان‌های عمومی رایانه
- ابررایانه (Supercomputer)
- اسکنر یا پویشگر (scanner)
- اشکال‌زدایی (Debugging)
- اطلاعات (Information)
- اینترنت (Internet)
- اینتل (Intel)
- بارکننده پیوندی
- بارگذاری
- بایت (Byte)
- برنامه (Program)
- برنامه‌پذیری
- برنامه‌نویسی (Programming)
- پردازش (Process)
- پردازشگر (Processor)
- پرولوگ
- پست الکترونیکی (Electronic Mail)
- تاریخچه رایانه
- تفسیرگر (interpreter)
- تورینگ کامل (Turing-complete)
- جان فون نویمن
- چاپگر (Printer)
- چارلز بابیج (Charles Babbage)
- چرتکه
- چندکارگی (multitasking)
- حافظه
- حافظه نهانگاهی
- خادم (server)
- داده‌پرداز
- دیجیتال (Digital)
- رایانش شبکه‌ای
- رایانه آنالوگ
- رایانه بزرگ (mainframe)
- رایانه پردازنده مرکزی
- رایانه خانگی
- رایانه شخصی (Personal Computer)
- رایانه ضربانی
- رایانه کوانتومی
- رایانه کوچک
- رایانه (Computer)
- رایانه‌های توکار (Embedded Computers)
- رخنه‌گری (Intrusion)
- رمزگشایی (Decoding)
- روال (Procedure)
- ریزپردازشگر
- ریزپردازنده (Microprocessor)
- ریزرایانه
- ریزکنترل‌گر
- زبان ماشین (Machine Language)
- زبان‌های برنامه‌نویس (Programming Languages)
- ساختار فایل‌های اجرایی
- سامانه داده‌پردازی
- سیستم ابتدایی ورودی خروجی
- سیستم‌عامل (Operating System)
- صفحات گسترده (spreadsheet)
- صفحه‌کلید (Keyboard)
- علم رایانه
- کافی‌نت
- کد دستور العمل (Operation Code)
- کلید تبدیل
- کلید درج
- گذرگاه (bus)
- ماشین تحلیلی
- ماشین تورینگ
- محاسبه
- مکان‌نما (Cursor)
- منطق فازی (Fuzzy Logic)
- مهندسی معکوس (Reverse Engineering)
- نرم‌دیسک (Floppy Disk)
- پردازش سیگنال آنالوگ (analog signal processing).
- نمایشگر (Monitor)
- همگردان (compiler)
- واحد پردازنده مرکزی (Central Processing Unit)
- واحد کنترل
- واحد محاسبه و منطق (Arithmetic and Logic Unit یا ALU)
- واحد محاسبه و منطق(ICU)
- واکشی (fetch)
- وب‌کم (webcams)
- ورودی/خروجی (Input / Output)
- داده (Data)
- شبکه (Network)